# فلیکس، اسپانیا
فلیکس (به اسپانیایی: Flix) یک منطقهٔ مسکونی در اسپانیا است که در ریبرا دبره واقع شده‌است. فلیکس ۱۱۶٫۹ کیلومتر مربع مساحت دارد ۴۸ متر بالاتر از سطح دریا واقع شده‌است.